# Полянка (Середино-Будский район)
Полянка (укр. Полянка) — село,
Середина-Будский городской совет,
Середино-Будский район,
Сумская область,
Украина.
Село ликвидировано в 1988 году .

## Географическое положение
Село Полянка находится на левом берегу реки Уличка,
выше по течению на расстоянии в 2 км расположено село Винторовка,
ниже по течению на расстоянии в 1,5 км расположено село Гаврилова Слобода.
Рядом проходит граница с Россией.

## История
- 1988 — село ликвидировано [1].